# ステファニー 死体と暮らす少女
『ステファニー 死体と暮らす少女』（原題:Stephanie）は2017年に公開されたアメリカ合衆国のホラー映画である。監督はアキヴァ・ゴールズマン、主演はフランク・グリロが務めた。本作は日本国内で劇場公開されなかったが、2018年9月5日にDVDが発売された。

## 概略
ステファニーはネグレクト状態にあり、オモチャの亀が唯一の話し相手だった。そんな彼女の様子を悪しき力がじっと監視していた。しばらくして、ステファニーは世界で人類を脅かすような危機が発生していることを知ったが、彼女はそれに興味を示すことなくお気に入りのアニメを見続けていた。何を思ったのか、ステファニーは兄であるポールの遺体をベッドに寝かせたままにしており、飴を食べさせたり、その周辺でぬいぐるみたちとお茶会を開いたりしていた。そんなある日、ステファニーの両親が突如家にやって来て、今までの振る舞いを謝罪した。両親はポールの遺体を裏庭に埋葬した。その日の夜、ポールの遺体が屋根裏部屋に投げ込まれるという事件が発生し、両親はひどく怯えてしまった。ところが、ステファニーはその事件に何らの関心も示さなかった。
実は、ステファニーは「両親に虐待を受けた子供」ではなく、悪しき力そのものだったのである。ポールを殺したのもステファニーであった。両親は娘を救う方法を探るために、やむなくステファニーを置き去りにしたのだった。両親は最後の望みを託してステファニーに外科手術を施そうとしたが、時既に遅かった。

## キャスト
- フランク・グリロ - 父親
- アナ・トーヴ - 母親
- シュリー・クルックス - ステファニー
- ジョナ・ベレス - ポール
- ラサウンドラ・ギブソン - レポーター
- サマンサ・スミス - 医者
- ハロルド・ペリノー・ジュニア - 指導者（クレジットなし）

## 製作
2014年6月25日、アキヴァ・ゴールズマン監督が新作ホラー映画の製作に着手したと報じられた。2015年1月27日、フランク・グリロが本作に出演するとの報道があった。28日、シュリー・クルックスとアナ・トーヴがキャスト入りした。

## 公開
2017年4月27日、本作はオーヴァールック映画祭でプレミア上映された。2018年4月17日、本作がアメリカで配信された。